# R Crucis
R Crucis är en pulserande variabel  av Delta Cephei-typ (DCEP) i stjärnbilden Södra korset. Stjärnan var den första i Södra korsets stjärnbild som fick en variabelbeteckning.
Stjärnan varierar mellan visuell magnitud +6,4 och 7,23 med en period av 5,82575 dygn.

## Fotnoter
1. ↑  Variabelstjärnornas beteckningar börjar med bokstäverna R-Z, därefter A-Q, följt av RR-ZZ och AA-QQ, varefter de börjar betecknas med bokstaven V och ett ordningsnummer, från och med V335.